# Libreboot
Libreboot (коротко відомий як GNU Libreboot) це проект вільного програмного забезпечення, заснований на coreboot, метою якого є заміна пропрієтарної вбудованої програми BIOS, яка міститься на більшості комп'ютерів. Libreboot є легкою системою, розробленою для виконання тільки мінімальної кількості задач, необхідних для завантаження та запуску операційної системи 32-бітової архітектури або 64-бітової архітектури.

## Характеристики
Libreboot створено як дистрибутив coreboot, але з пропрієтарними блобами, видаленими з coreboot. Libreboot робить coreboot простим у використанні, автоматизуючи процеси побудови та інсталяції.
Розробники Libreboot змінили мікропрограму Intel і створили утиліту для створення вільної прошивки, яка відповідає специфікаціям Intel.